# 123P/West-Hartley
123P/West-Hartley, komet Jupiterove obitelji.